# Prałatura terytorialna Ayaviri
Prałatura terytorialna Ayaviri (łac. Territorialis Praelatura Ayaviriensis) – prałatura terytorialna Kościoła rzymskokatolickiego w Peru.

## Historia
Prałatura została erygowana 30 lipca 1958 roku przez papieża Piusa XII konstytucją apostolską Ex illis diocesibus. W 2019 straciła część terytorium na rzecz nowo powstałej prałatury terytorialnej Santiago Apóstol de Huancané.

## Główne świątynie
- Katedra: Katedra św. Franciszka z Asyżu w Ayaviri

## Ordynariusze
- José Metzinger Greff SSCC (1958–1971)
- Juan Godayol Colom SDB (1991–2006)
- Kay Martin Schmalhausen Panizo SCV (2006–2021)
- Benigno Condori Chuchi OFM (od 2025)